# شريان مستقيمي سفلي
الشريان المستقيمي السفلي (بالإنجليزية: Inferior rectal artery)‏ ويسمى أيضًا (الشريان الباسوري السفلي) هو شريان يتفرع من الشريان الفرجي الغائر ويقوم بالإمداد الدموي للنصف السفلي للقناة الشرجية.

## التكوين
ينشأ الشريان من الشريان الفرجي الغائر ويقوم بالعبور فوق الحدبة الإسكية.
عندما يخترق الشريان جدار القناة الفرجية، يقوم بالانقسام إلى فرعين أو ثلاثة تقطع الحفرة الإسكية الشرجية وتقوم بالانتشار إلى العضلات والغشاء في المنطقة الشرجية، بالإضافة إلى ذلك يقوم بإرسال تفرعات حول الحافة السفلية للعضلة الألوية الكبرى للجلد الذي يغطي الألية.
تقوم هذه الأوعية بالتفاغر مع الأوعية في الجهة المقابلة، ومع الشريان المستقيمي العلوي والشرايين المستقيمية الوسطى ومع الشريان العجاني.

## صور إضافية

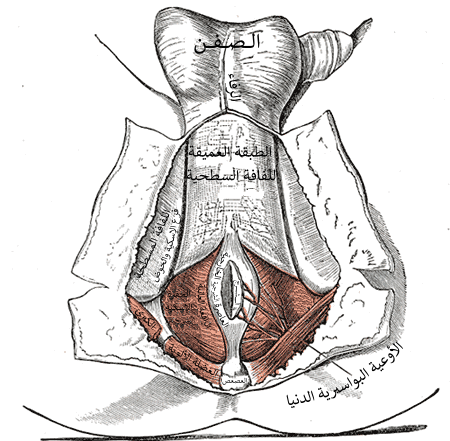
منطقة العجان. الغشاء والطبقة السطحية لللفافة السطحية معكوسة.

## وصلات خارجية
- أشكال تشريح صني 41:04-05 - "منظر سفلي للعجان في الأنثى، يظهر تفرعات الشريان الفرجي الغائر."
- أشكال تشريح صني 42:03-05 - "تفرعات الشريان الفرجي الغائر في عجان الذكر."
- صور تشريح صني 9077
- صور تشريح صني 9085
- درسٌ تشريحي حول perineum مُعدٌ بواسطة ويسلي نورمان (جامعة جورجتاون). (analtriangle3)
- تشريح دارتموث figures/chapter_32/32-2.HTM
- تشريح دارتموث figures/chapter_32/32-3.HTM